# Cronaca dei Radziwiłł
La Cronaca dei Radziwiłł, nota anche come Cronaca di Königsberg, è una raccolta di manoscritti miniati del XV secolo, ritenuta la copia di un originale del XIII secolo. Il nome deriva dalla famiglia dei Radziwiłł del Granducato di Lituania (in futuro divenuta Confederazione polacco-lituana), che la custodì nel proprio castello di Njasviž nei secoli XVII e XVIII. Il manoscritto dei Radziwiłł fu rimosso da Königsberg nel 1761 e acquisito dalla biblioteca dell'Accademia russa delle scienze di San Pietroburgo, dove è tuttora conservato con il numero di catalogo "34.5.30".
L'opera narra la storia della Rus' di Kiev e dei suoi vicini dal V agli inizi del XIII secolo in forma illustrata, rappresentando gli eventi descritti nel manoscritto attraverso centinaia di immagini. Tra le cronache slave orientali, quella dei Radziwiłł si distingue per la ricchezza e la quantità delle illustrazioni, probabilmente ispirate già all'edizione originale del XIII secolo.